# Головне управління інформації Війська Польського
Головне управління інформації Війська Польського (пол. Główny Zarząd Informacji Wojska Polskiego) — військова контррозвідувальна організація, що діяла у Польській Народній Республіці у 1944—1957 роках. Орган відповідальний поряд із Міністерством громадської безпеки за масові репресії солдатів Війська Польського, Армії Крайової, Свободи та Незалежності, Національних збройних сил і цивільного населення. У 1957 році реформована у Військову внутрішню службу Міністерства національної оборони Польщі.

## Історія
Головне управління інформації було засновано в 1944 році як частина польської армії в СРСР. Його першими офіцерами були переважно росіяни, залучені з радянських спецслужб, таких як НКДБ, НКВД і СМЕРШ. У грудні 1945 році кількість поляків у ГУІ не перевищувала 43 %, але до 1946—1947 років вона зросла до 77 %. У головному офісі у Варшаві персонал спочатку був повністю російським, і перший польський офіцер був призначений лише наприкінці 1945 року. До вересня 1947 року майже всі важливі посади в штабі були зайняті офіцерами польської армії. У червні 1950 року штаб знову опинився під керівництвом російського офіцера, коли головою ГУІ став Дмитро Вознесенський (колишній офіцер СМЕРШ). Із ним прийшли 150 нових російських офіцерів, які знову зайняли всі керівні посади.
У 1945 році чисельність особового складу перевищила 1000 офіцерів. У наступному році через демобілізацію збройних сил чисельність персоналу впала до 992 осіб. Посилення репресій проти офіцерів армії, флоту та авіації, а також дуже швидкий розвиток нової Польської народної армії знову змусили Головне управління інформації збільшити свою чисельність та кількість нових посад. Тоді як у січні 1951 року кількість штатних працівників становила 2740 осіб (1002 офіцери, 302 унтер-офіцери, 1198 рядових) і 238 цивільних службовців, до січня 1953 чисельність штатних працівників досягла 4130 осіб (1502 офіцери, 453 унтер-офіцери, 1795 рядових і 380 цивільних службовців). Нових інформаторів і таємних агентів набирали з частин регулярної армії, флоту та авіації. Найбільше інформаторів і таємних агентів було в 1952 році, коли на загальну кількість 356 481 солдатів польської армії припадало 24 025 інформаторів і таємних агентів, які працювали у військових структурах. Тоді кожен сьомий солдат польської армії контактував з офіцером ГУІ. Затвердженою нормою передбачалося, що у кожному взводі має бути хоча б один агент ГУІ.
З 1944 по 1957 рік служба заарештувала близько 17 тис. цивільних і військових. Однією з найвідоміших справ, проведених Головним управлінням інформації Війська Польського, була т. зв справа ТУН, тобто суд над генералом Станіславом Татаром і полковниками Мар'яном Утніком і Станіславом Новіцьким. Відповідачі раніше створили Комітет трьох Фонду національної оборони.

## Список начальників
Начальник Головного управління інформації підпорядковувався безпосередньо віце-міністру або міністру національної оборони:
- полковник Петро Кожушко — з липня 1944 р. по 15 грудня 1945 р.;
- полковник Ян Рутковський — з 15 грудня 1945 по 25 квітня 1947 р.;
- полковник Стефан Куль — з 25 квітня 1947 по 6 червня 1950 р.ж
- полковник Дмитро Вознесенський (в. o.) — з 06.06.1950 по 01.04.1951 р.;
- полковник Дмитро Вознесенський — 01.04.1951 — 21.12.1953 р.
- полковник Кароль Бонковський — з 21 грудня 1953 року по 8 грудня 1956 року.
- полковник Олександр Кокошин — з 8 грудня 1956 року по 10 січня 1957 року.